# 白芒

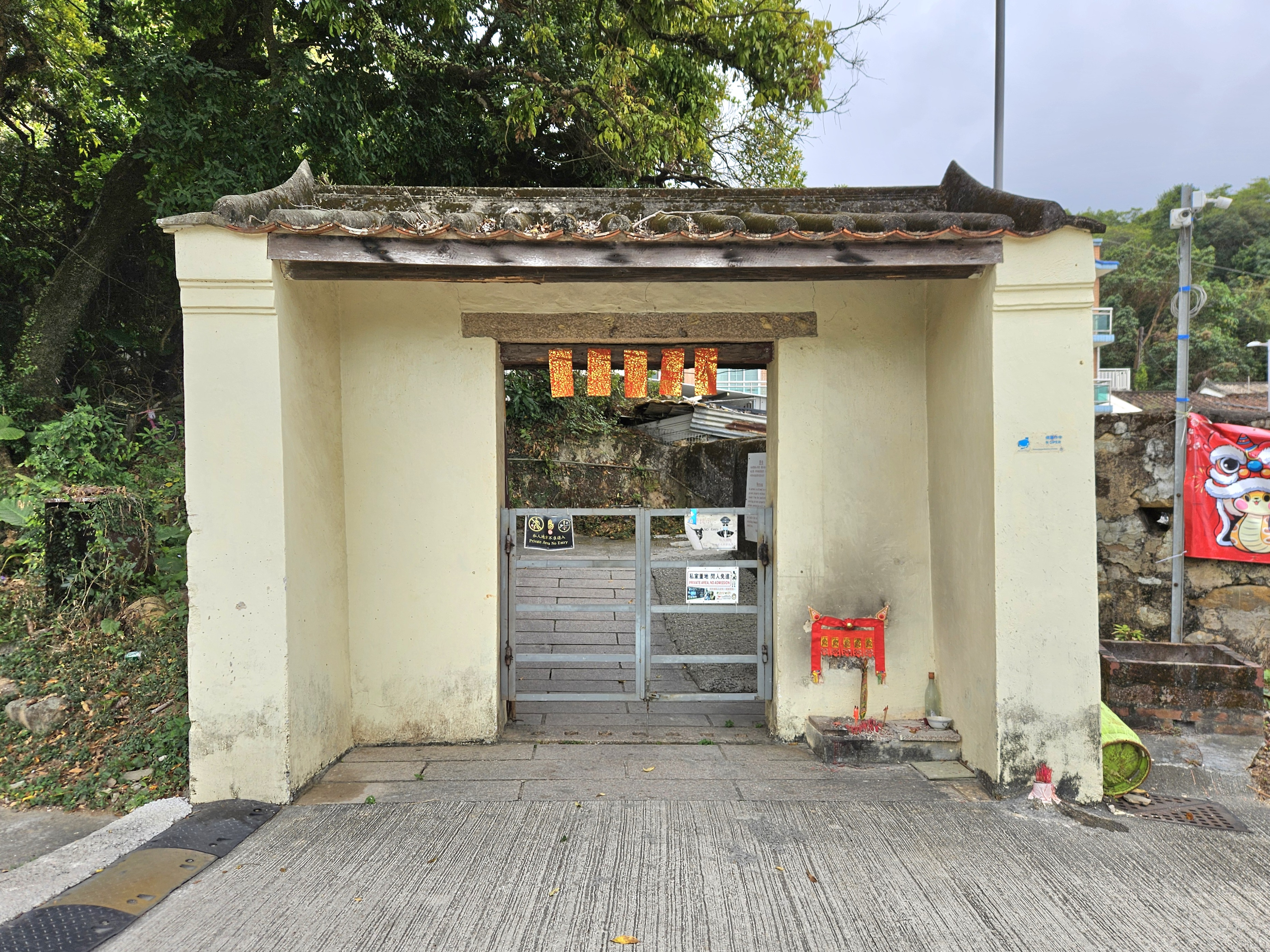
屬三級歷史建築的白芒圍門

白芒是香港大嶼山北岸的一個地方，位於大蠔西部，有一條名為白芒村的村落，附近有白芒石澗流經，海邊則設有白芒碼頭。白芒連同附近的牛牯塱和大蠔關係密切，合稱「三鄉」，於清朝初年是大濠汛的所在地

## 歷史
大嶼山白芒曾發掘出史前時期文物，及兩漢時期的陶器和銅錢。

### 白芒村
面對大蠔灣的白芒村歷史悠久，原居民相傳是唐朝名將郭子儀的後代，輾轉經福建、廣東潮州移居香港。村內保存了建於1939年用於抵禦土匪和海盜的更樓，曾在二戰時期抵禦日軍的攻擊。更樓的旁邊有一塊兩米高的「試劍石」，經長年累月風化一分為二，切口筆直平滑，有如被劍劈開。村內的門樓門上畫有秦瓊和尉遲敬德兩位門神。